# 天子摂関御影

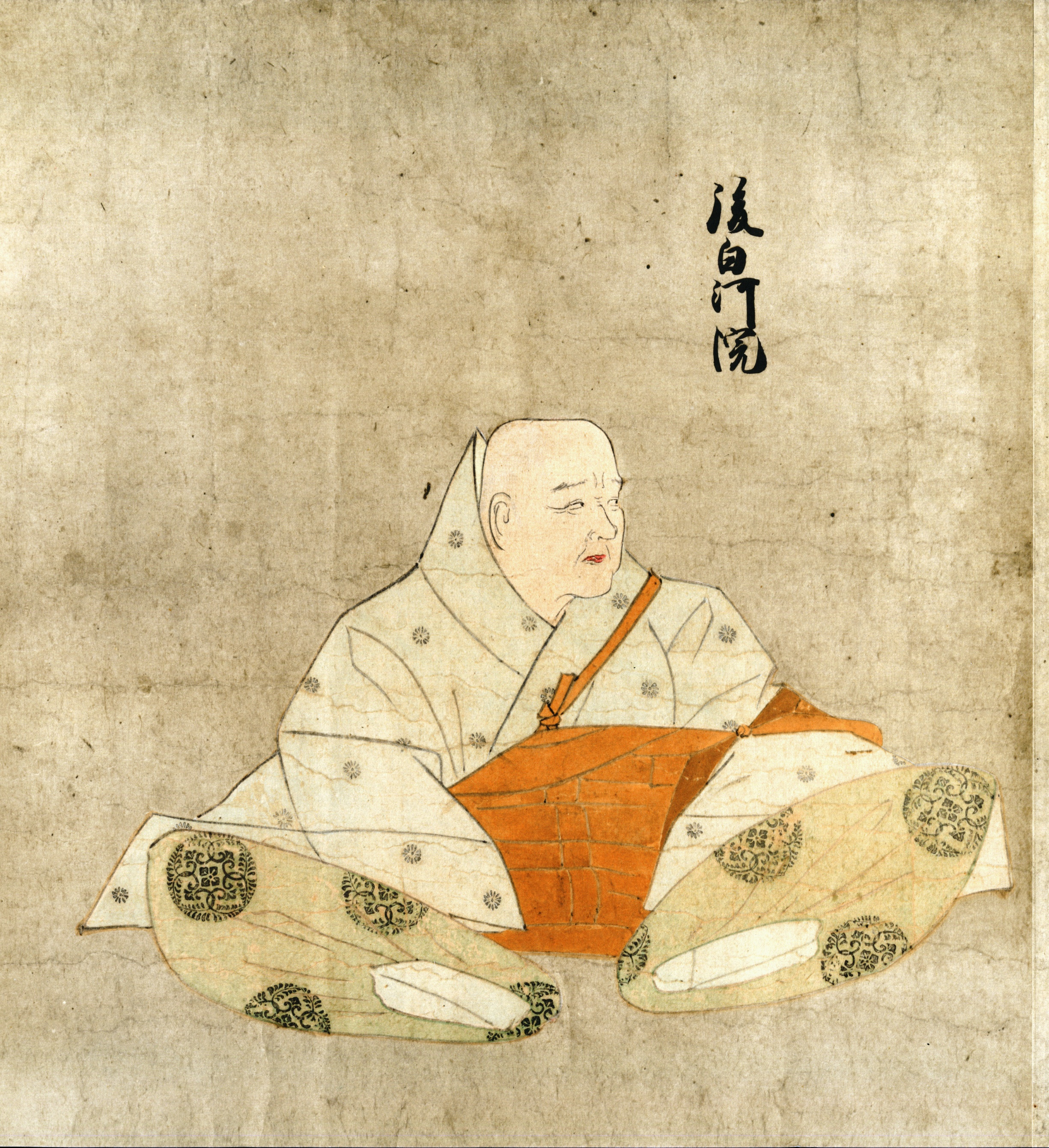
後白河院（天子巻より）

天子摂関御影（てんしせっかんみえい）は、平安時代後期から鎌倉時代に及ぶ天子・摂関・大臣計131名の肖像を描き連ねた画巻（絵巻）。似絵の主要作品の1つ。曼殊院門跡に伝来したが、1878年（明治11年）皇室に献上され、現在は皇居三の丸尚蔵館所蔵。全4巻。各巻ともに紙本着色で、縦幅は約29cm。紙本著色天子摂関大臣影（しほんちゃくしょくてんしせっかんだいじんえい）の名称で、2024年（令和6年）8月27日に国の重要文化財に指定された。天皇摂関大臣影（てんのうせっかんだいじんえい）とも。

## 概要
「天子巻」「天子付属巻」「摂関巻」「大臣巻」の4巻から成る。「天子巻」は鳥羽院から後醍醐院までの20人、「天子付属巻」は後光厳院の1人のみ、「摂関巻」は藤原忠通から鷹司冬教までの30人、「大臣巻」は藤原家忠から今出川兼季までの80人を描き、若干の欠があるものの、およそ200年に亘る天皇・摂関・大臣の肖像を網羅している。4巻ともに像主はみな盛装端座して、巻首の1人がやや右向き（「天子付属巻」のみ左向き）の他、2人目以下がこれに対するごとく左向きで描かれ、各人の左肩上には墨書で名を入れている。背景や詞書はない。面貌は似絵の手法を用いて表現され、装束は「天子巻」が最も多様かつ色彩に富むものの、「摂関巻」「大臣巻」では画一的となっている。像主が明記されていることから、他作品との比較基準となる作品であり、かつ肖像画を絵画史料として分析・利用する上でも恰好の材料である。
主な図版としては、書陵部から出された複製本の他、『新修日本絵巻物全集26』・『続日本絵巻大成18』・『続日本の絵巻12』などの刊行本がある。

## 作者・年代
「天子巻」「摂関巻」「大臣巻」の巻末には尊円入道親王の筆と推定される奥書があり、それによると画ならびに人名注記は次による筆であると判明する。
- 画：藤原為信／注：世尊寺行尹

「天子巻」鳥羽院から後二条院までの18人
- 画：藤原豪信／注：奥書筆者（尊円か）

「天子巻」花園院・後醍醐院の2人と「摂関巻」「大臣巻」全部
為信や豪信は似絵の技能を代々継承した隆信派（祖は藤原隆信）に属する絵師であるが、それ故に家には人物を描いた粉本が大量に蓄積されていたと推定され、これらを集大成した作品である本図巻は似絵の中でも写本的な性格が強いものである。もっとも為信が早く没している（1316年以前）ことからして段階的に描き継ぎを経たと考えられ、全3巻の最終成立は貞和4年（1348年）から同6年（1350年）1月の間とみられている（後光厳院を描いた「付属巻」はこれ以降の成立だが、その作者は不詳）。

## 収録人物

### 天子巻

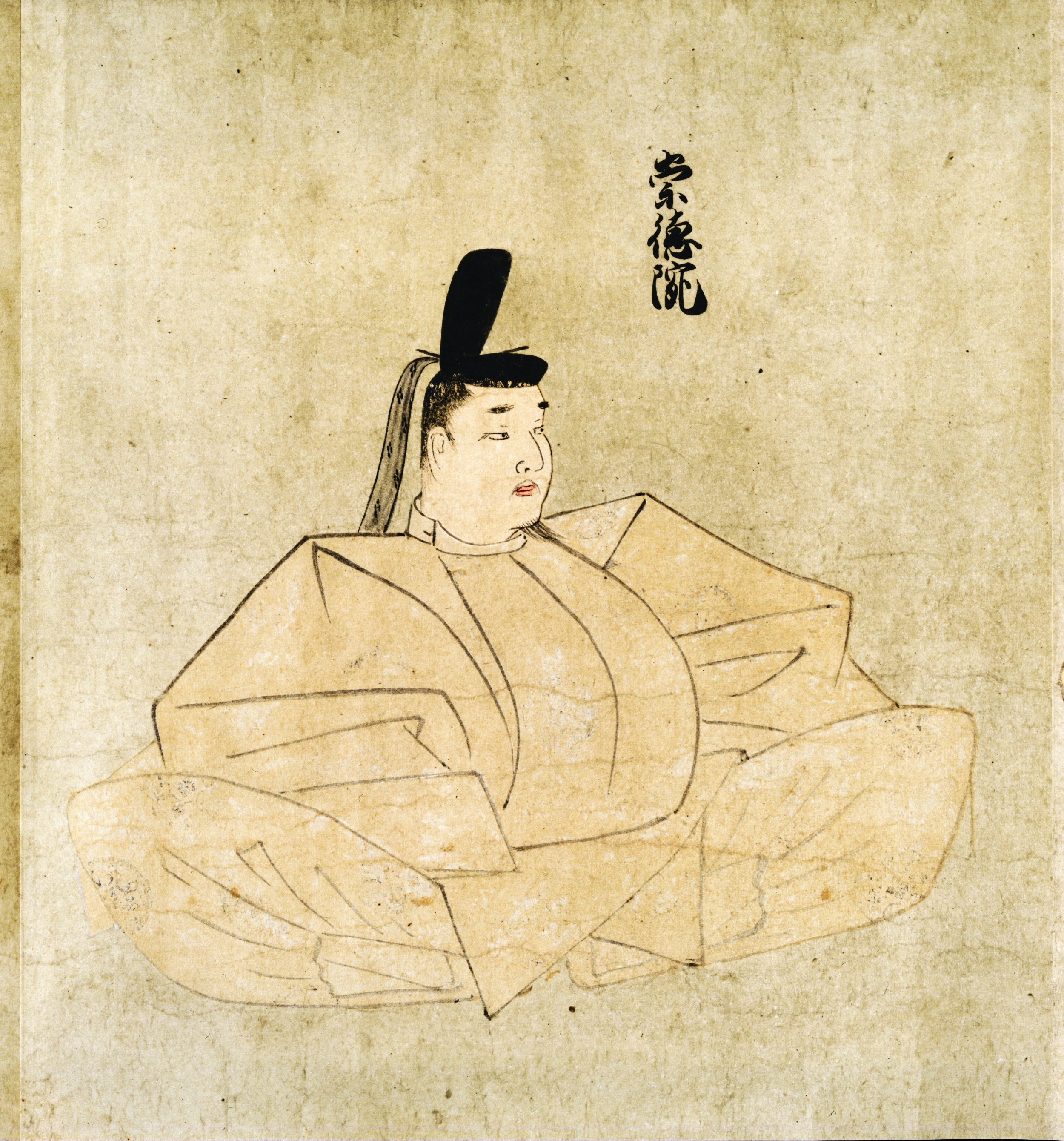
崇徳院

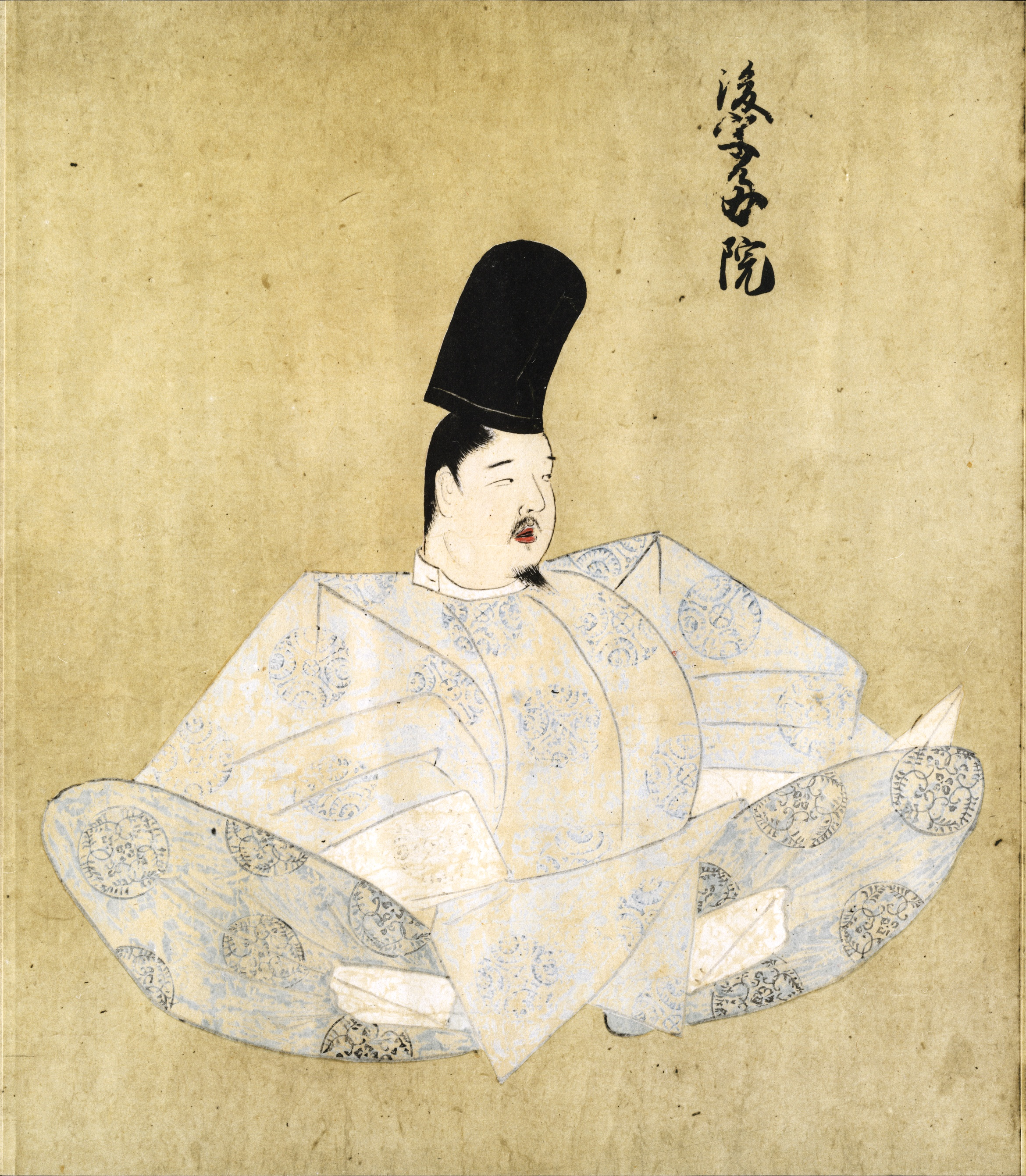
後宇多院

天皇の在位順に配列されている。括弧内は各天皇の装束。
1. 鳥羽院（法体）
2. 崇徳院（冠直衣）
この間に近衛院を欠く。
3. 後白河院（法体）
4. 二条院（御引直衣）
この間に六条院を欠く。かつてはここに「付属巻」の後光厳院が挿入されていた。
5. 高倉院（束帯）
この間に安徳天皇を欠く。
6. 後鳥羽院（烏帽子直衣）
7. 土御門院（冠直衣）
8. 順徳院（冠直衣）
この間に九条廃帝を欠く。ただし九条廃帝を歴代天皇に加えて仲恭天皇と追号したのは明治時代のことである。
9. 後高倉院（法体）- 即位していないが、後堀河院の父として太上天皇号を受けて（尊称天皇）院政を敷いた。
10. 後堀河院（冠直衣）
11. 四条院（御引直衣）
12. 後嵯峨院（烏帽子直衣）
13. 後深草院（烏帽子直衣）
14. 亀山院（烏帽子直衣）
15. 後宇多院（烏帽子直衣）
16. 伏見院（冠直衣）
17. 後伏見院（冠直衣）
18. 後二条院（束帯）
19. 花園院（冠直衣）
20. 後醍醐院（束帯）

近衛院・六条院・安徳天皇はいずれもに乳児の時に践祚し若くして夭折しているため、そもそも肖像が描かれなかったことも考えられる。

### 天子付属巻

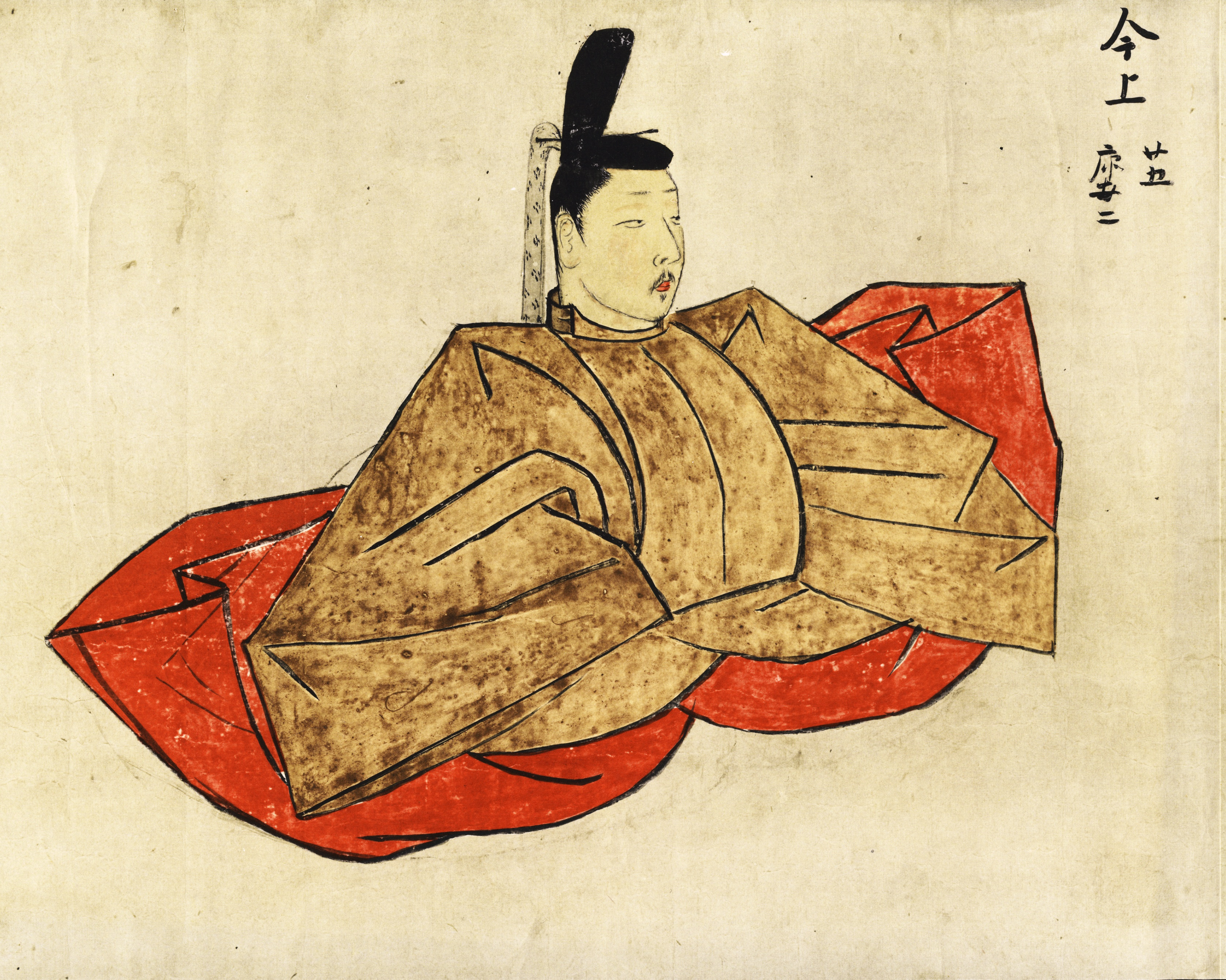
今上（後光厳院）

他の3巻とは筆致・紙質が異なるため、本来は単独で伝来したものと考えられている。
- 今上（御引直衣） - 「廿五／康安二」の注記から、康安2年（1362年）当時25歳だった後光厳院と特定できる。

### 摂関巻

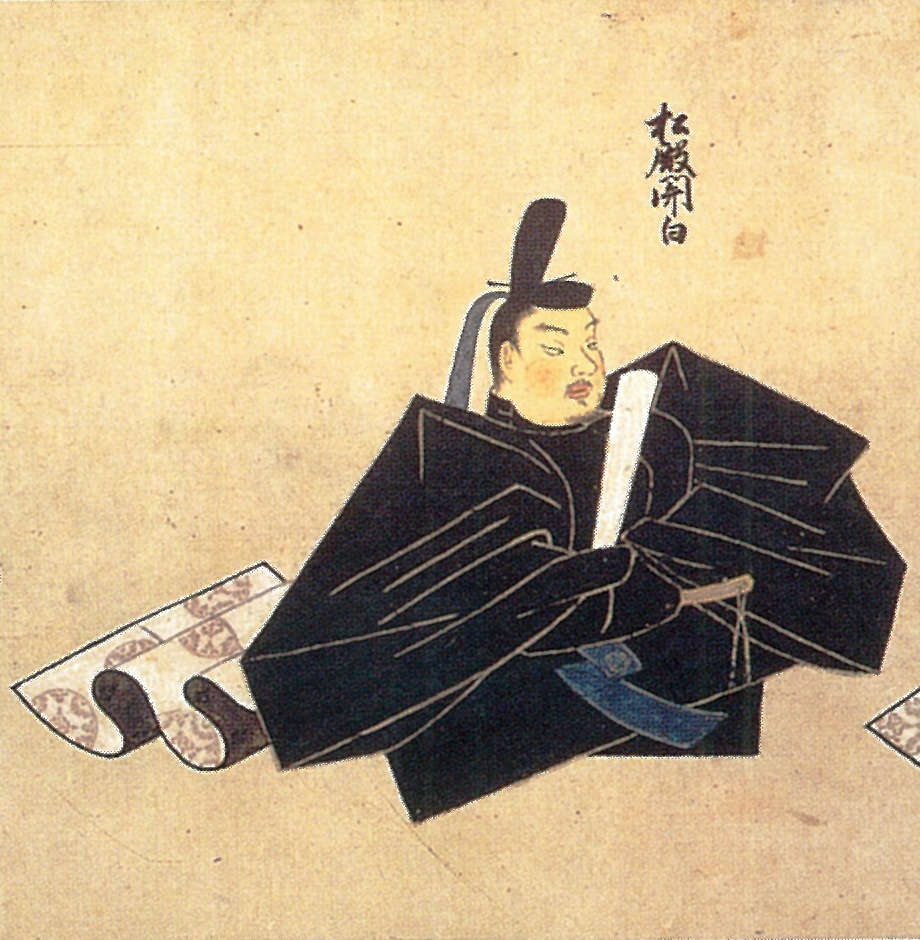
松殿関白（松殿基房）

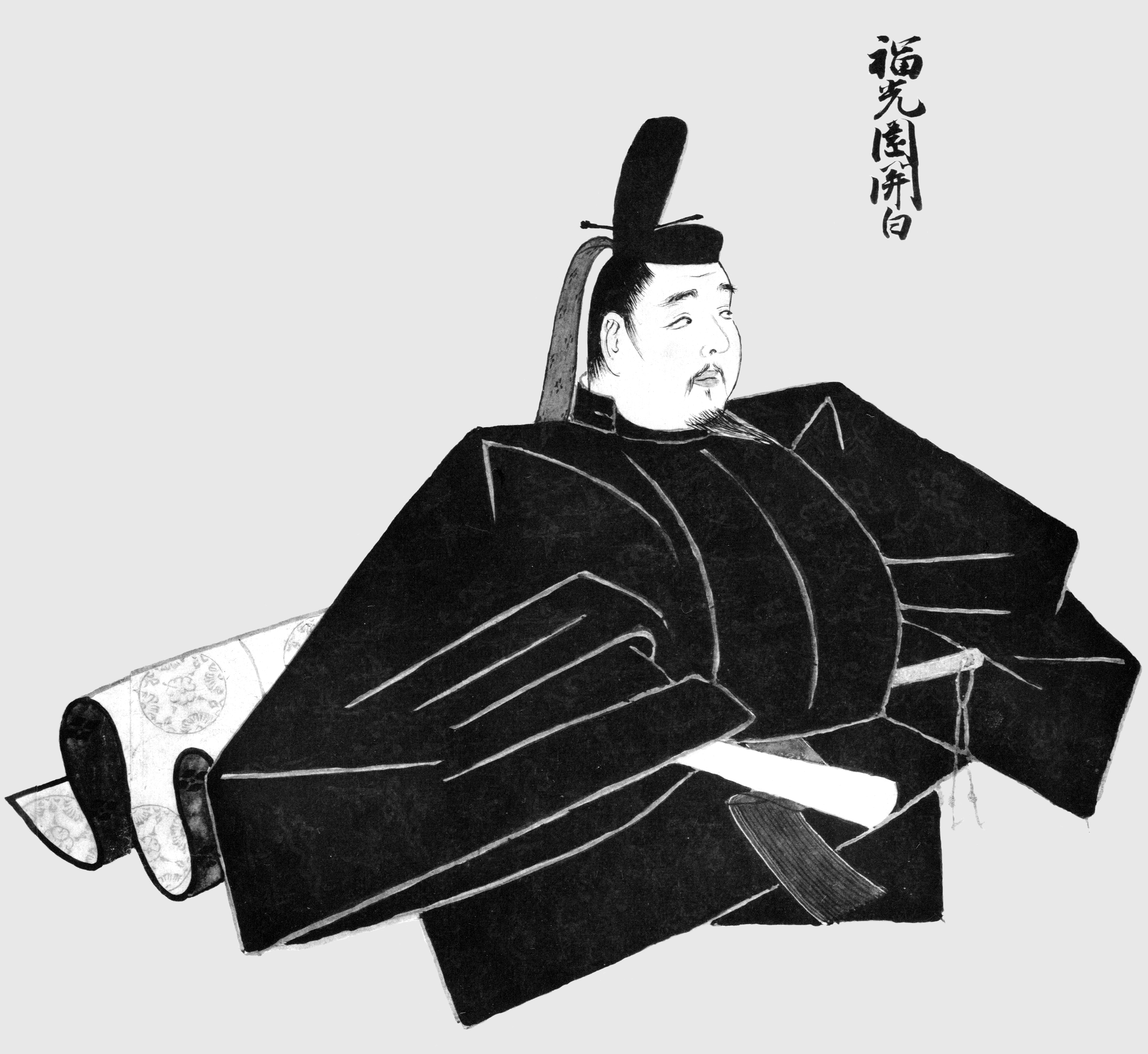
福光園関白（二条良実）

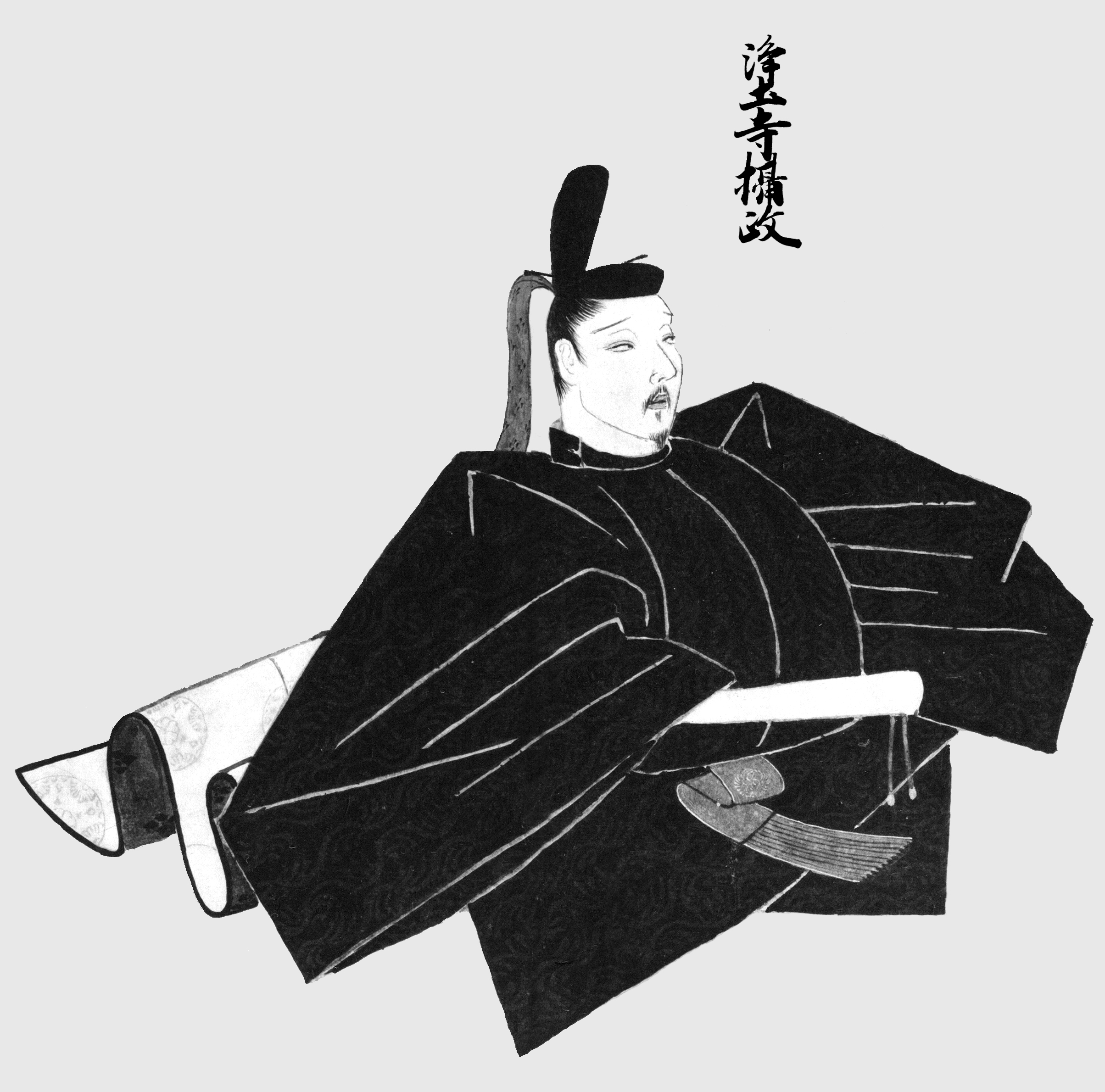
浄土寺摂政（九条師教）

摂政または関白の就任順に配列されており、装束は全て束帯である。
1. 法性寺関白（藤原忠通）
2. 六条摂政（近衛基実）
3. 松殿関白（松殿基房）
4. 普賢寺関白（近衛基通）
5. 松殿摂政（松殿師家）
6. 後法性寺関白（九条兼実）
7. 後京極摂政（九条良経）
8. 猪隈関白（近衛家実）
9. 光明峯寺関白（九条道家）
10. 洞院摂政（九条教実）
11. 岡屋関白（近衛兼経）
12. 福光園関白（二条良実）
13. 円明寺関白（一条実経）
14. 照念院関白（鷹司兼平）
15. 深心院関白（近衛基平）
16. 円光院関白（鷹司基忠）
17. 一音院関白（九条忠家）
18. 後光明峯寺摂政（一条家経）
19. 香園院関白（二条師忠）
20. 近衛関白（近衛家基）
21. 報恩院関白（九条忠教）
22. 歓喜苑摂政（鷹司兼忠）
23. 光明照院関白（二条兼基）
24. 浄土寺摂政（九条師教）
25. 後照念院関白（鷹司冬平）
26. 岡本関白（近衛家平）
27. 後光明照院関白（二条道平）
28. 芬陀利華院関白（一条内経）
29. 後一音院関白（九条房実）
この間に余白あり、後猪熊関白（近衛経忠）を欠く。
30. 後円光院関白（鷹司冬教）

### 大臣巻

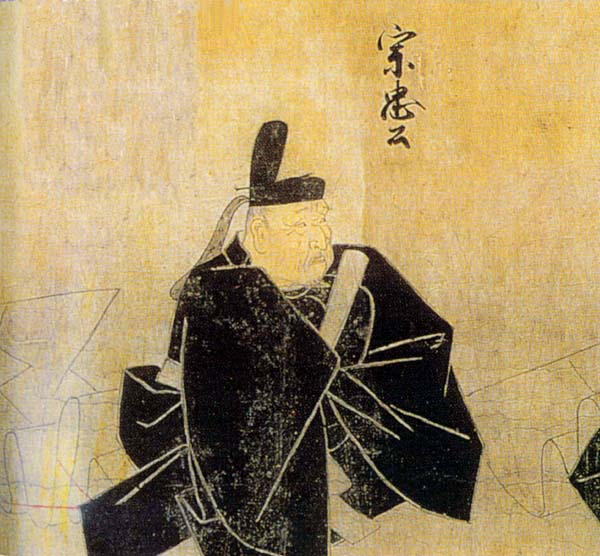
宗忠公（藤原宗忠）

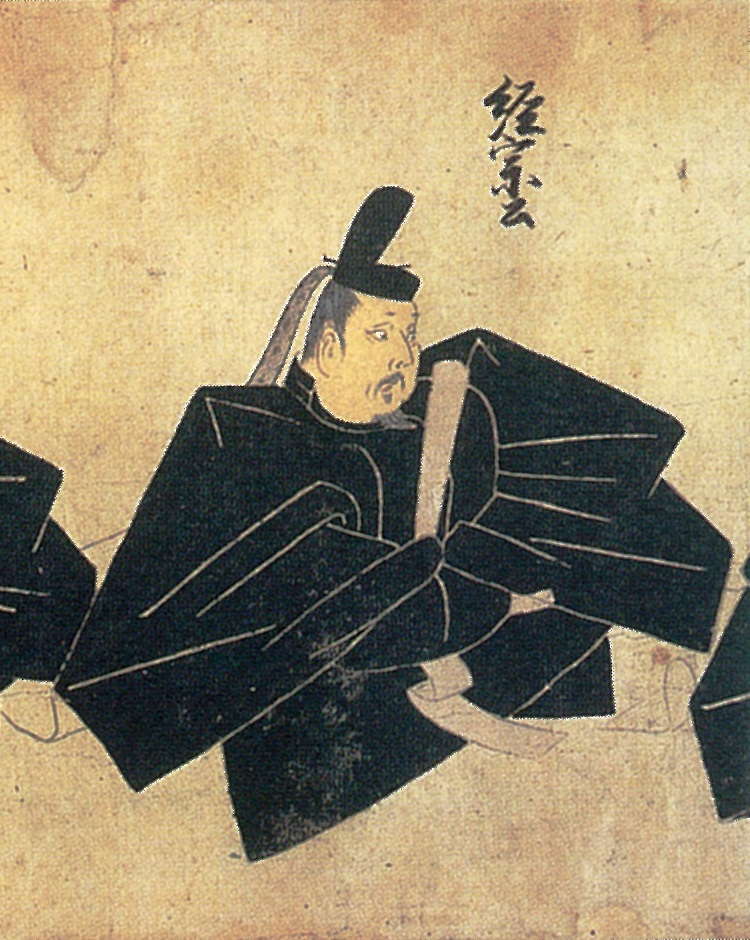
経宗公（藤原経宗）

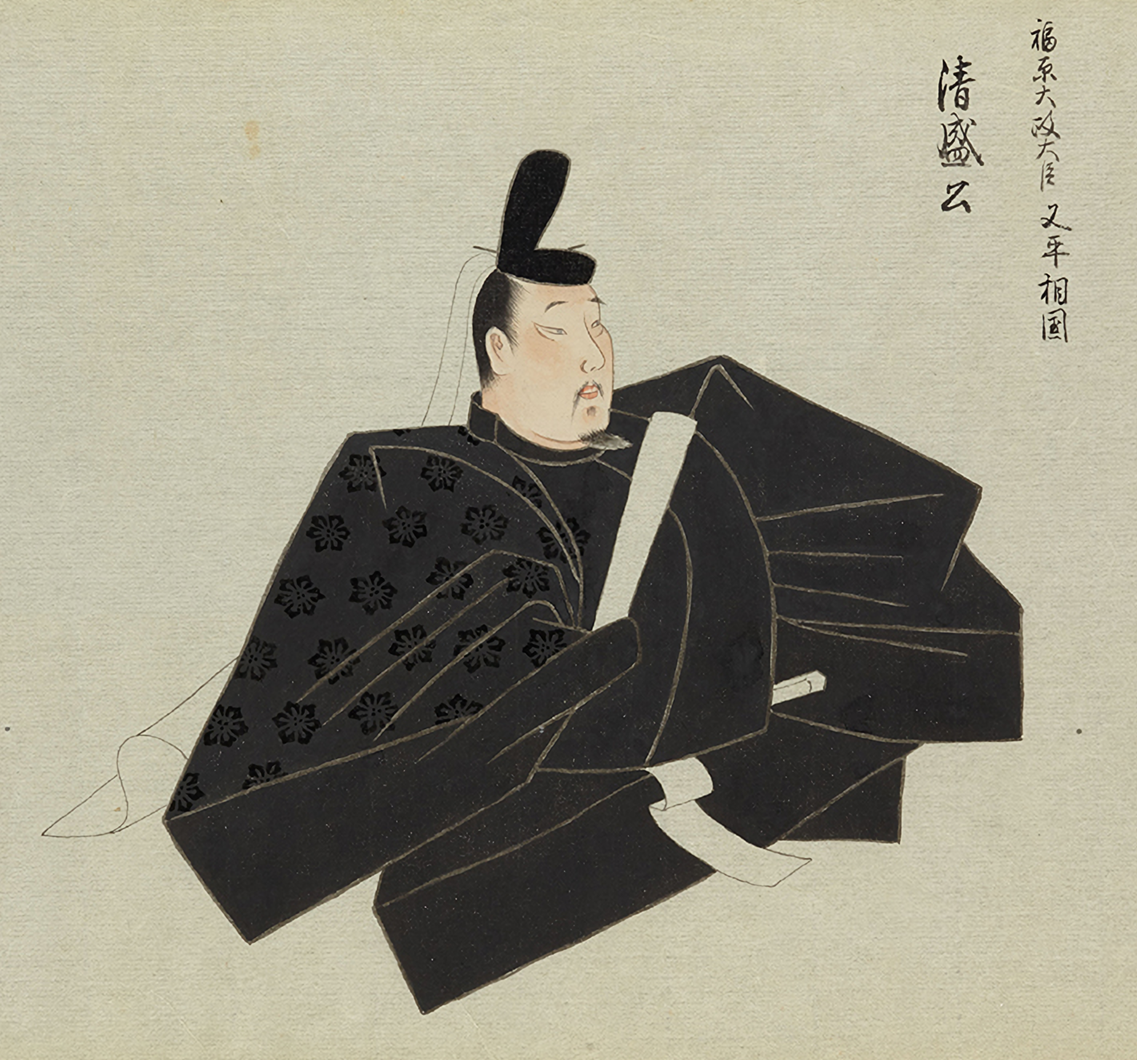
清盛公（平清盛）

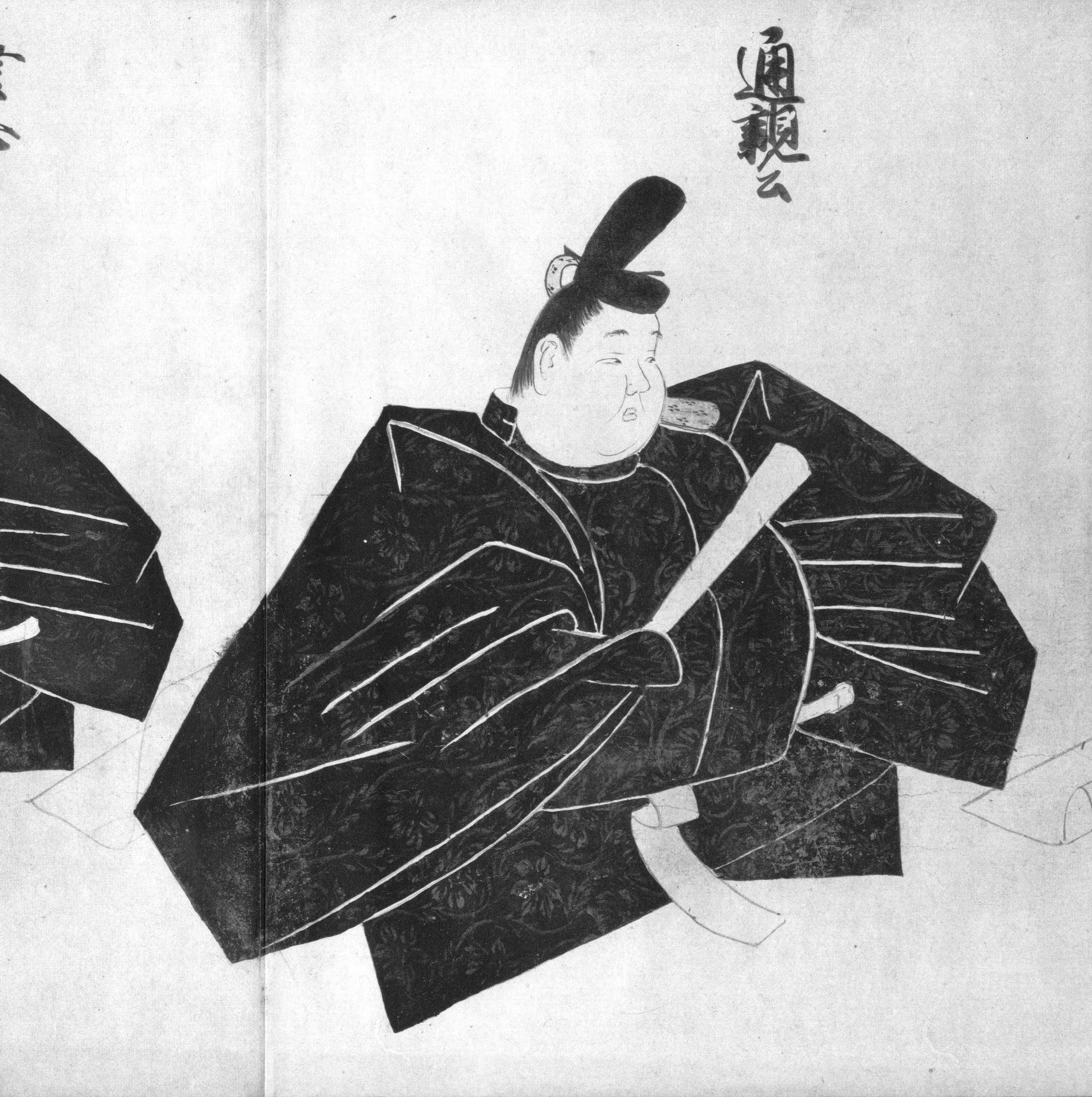
通親公（源通親）

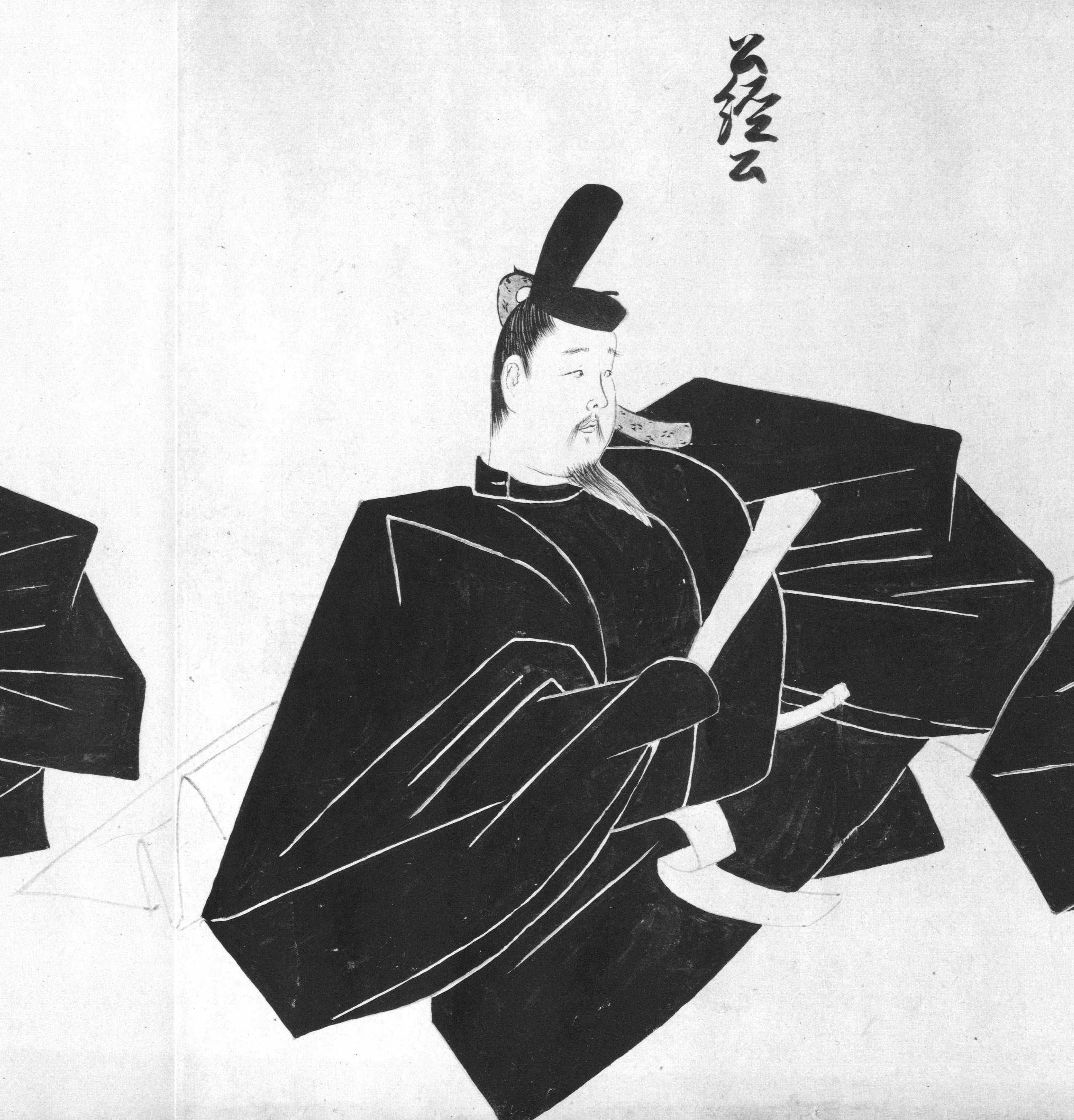
公経公（西園寺公経）

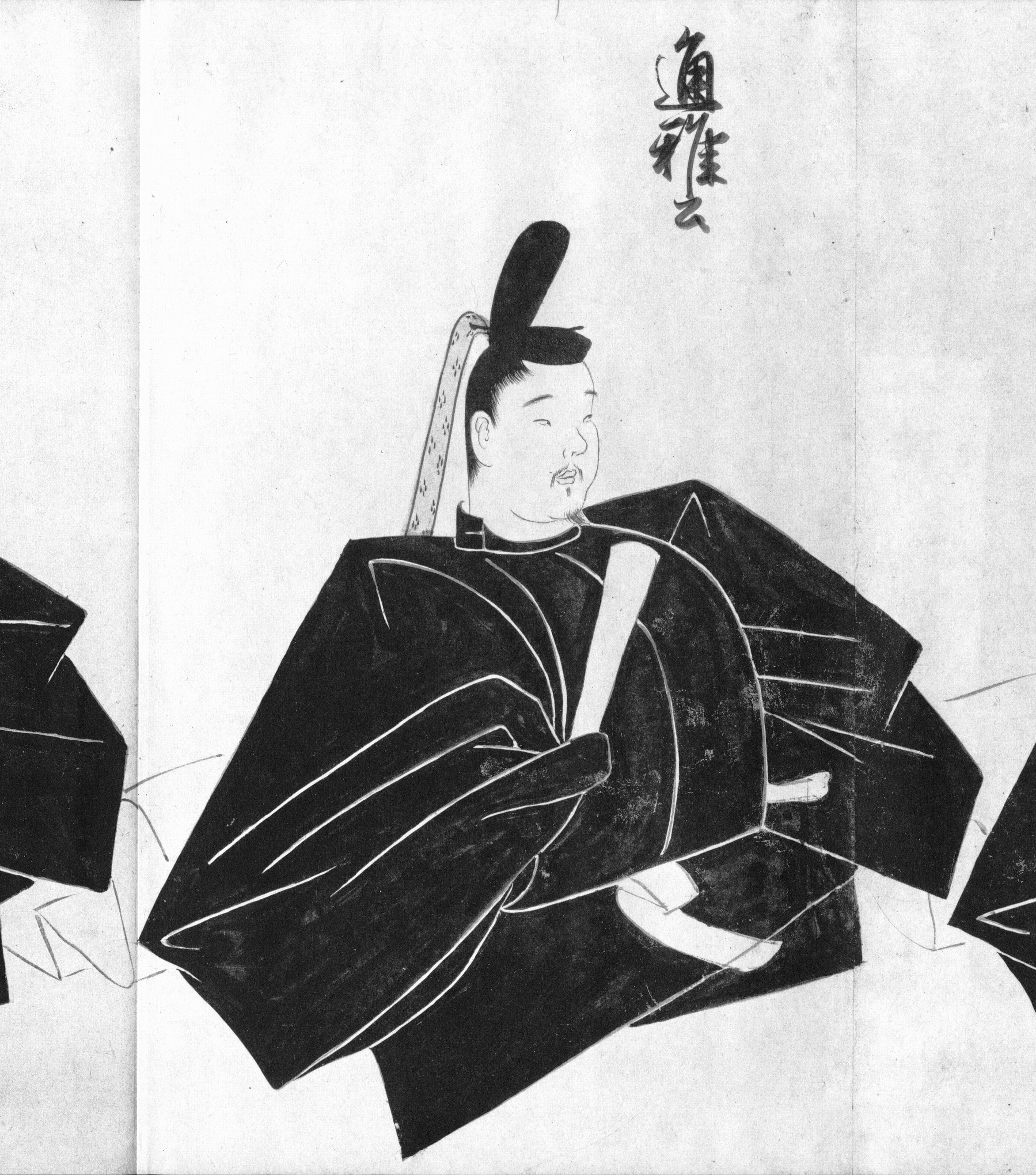
通雅公（花山院通雅）

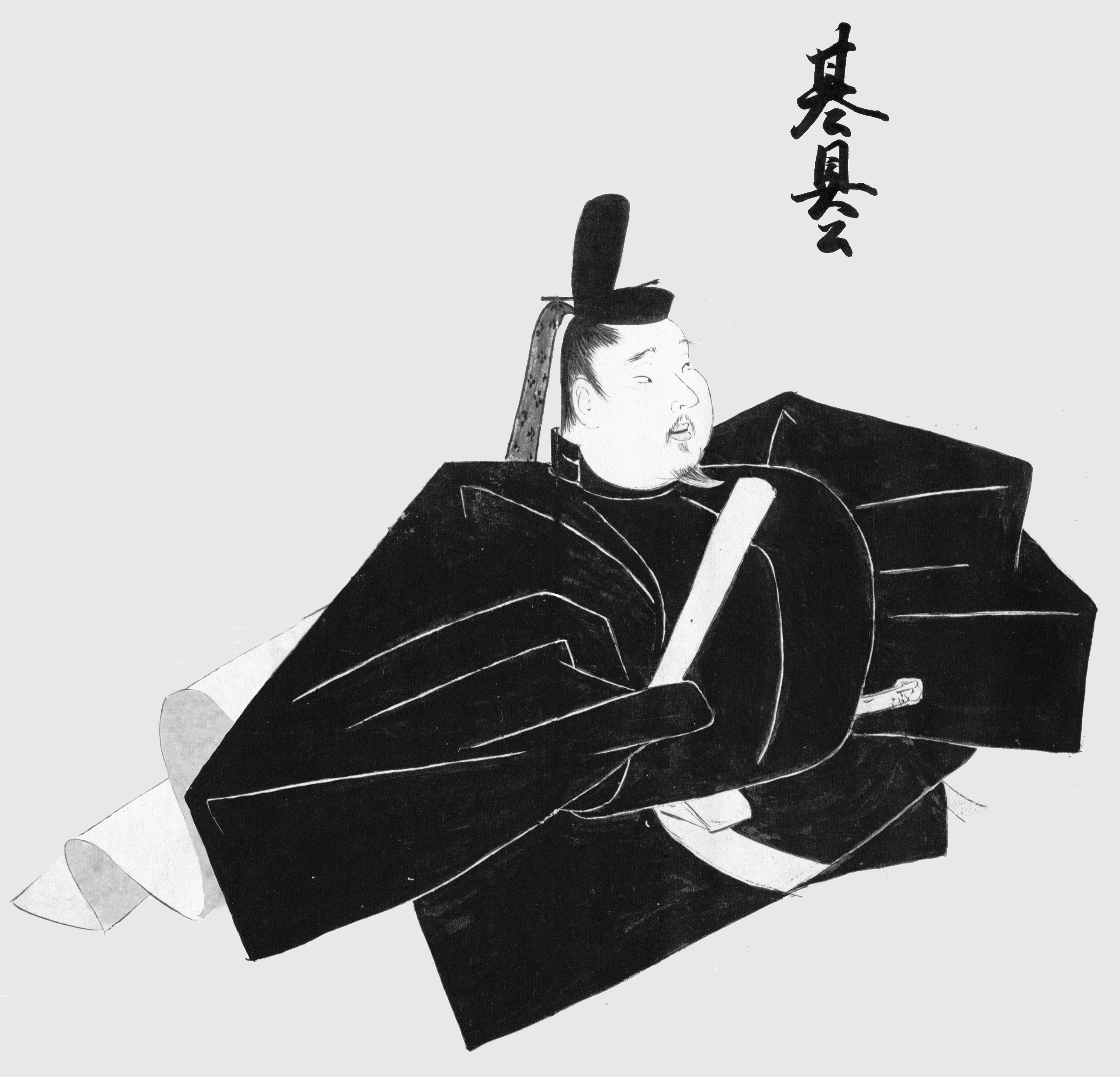
基具公（堀川基具）

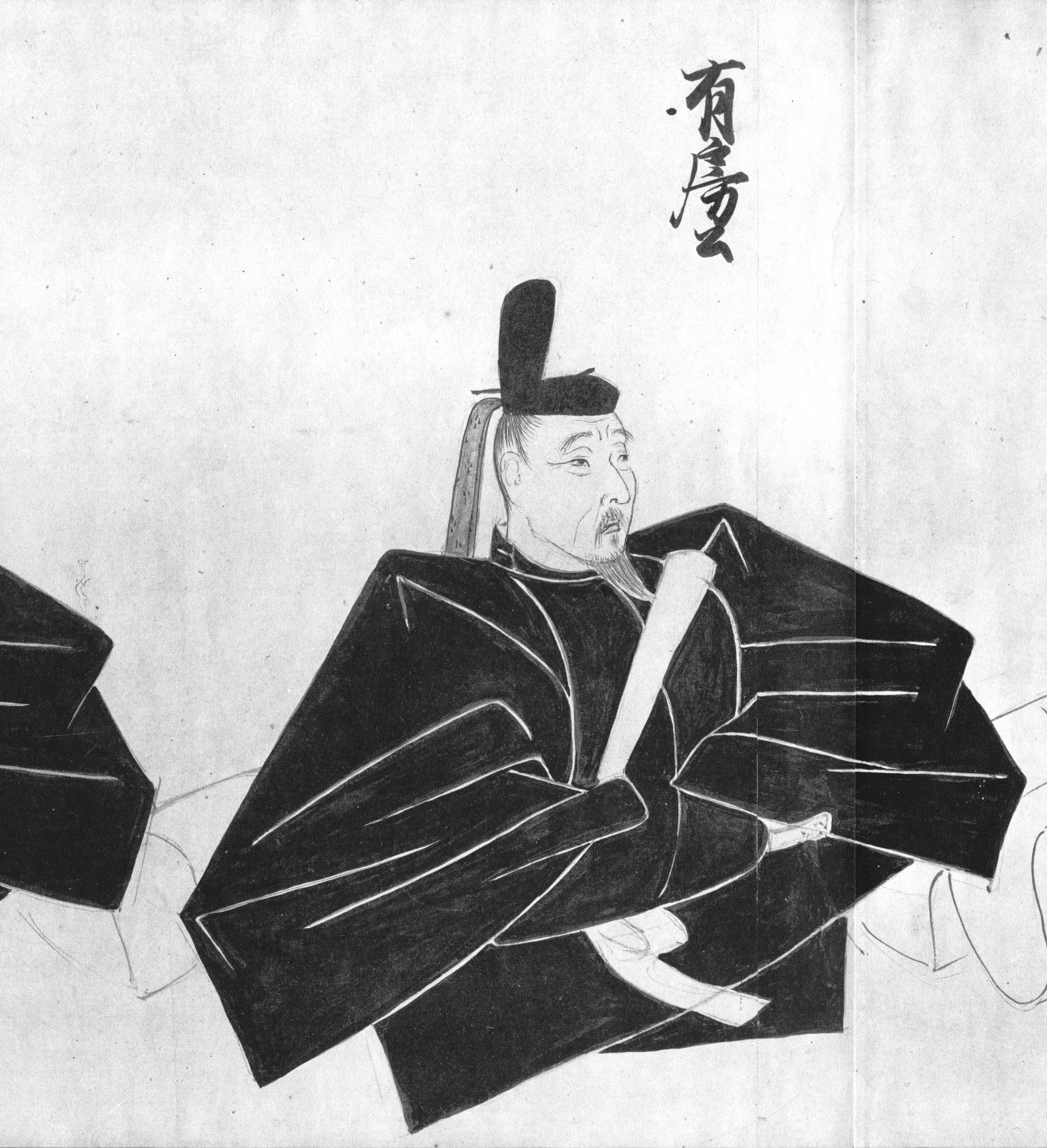
有房公（六条有房）

いずれかの大臣（内大臣・右大臣・左大臣・太政大臣）への初就任順に配列されており、装束は全て束帯である。
1. 家忠公（藤原家忠）
2. 有仁公（源有仁）
3. 宗忠公（藤原宗忠）
4. 頼長公（藤原頼長）
5. 実行公（三条実行）
6. 雅定公（源雅定）
7. 実能公（徳大寺実能）
8. 宗輔公（藤原宗輔）
9. 伊通公（藤原伊通）
10. 公教公（三条公教）
11. 公能公（徳大寺公能）
12. 宗能公（藤原宗能）
13. 経宗公（藤原経宗）
14. 清盛公（平清盛）
15. 忠雅公（藤原忠雅）
16. 雅通公（源雅通）
17. 師長公（藤原師長）
18. 重盛公（平重盛）
19. 宗盛公（平宗盛）
20. 実定公（徳大寺実定）
21. 良通公（九条良通）
22. 実房公（三条実房）
23. 兼雅公（藤原兼雅）
24. 兼房公（藤原兼房）
25. 忠親公（中山忠親）
26. 頼実公（藤原頼実）
27. 通親公（源通親）
28. 隆忠公（藤原隆忠）
29. 実宗公（西園寺実宗）
30. 忠経公（花山院忠経）
31. 道経公（近衛道経）
32. 良輔公（九条良輔）
33. 公継公（徳大寺公継）
34. 信清公（坊門信清）
35. 公房公（三条公房）
36. 実朝公（源実朝）
37. 家道公（近衛家通）-「家通公」の誤り。
38. 通光公（久我通光）
39. 公経公（西園寺公経）
40. 師経公（大炊御門師経）
41. 良平公（九条良平）
42. 実氏公（西園寺実氏）
43. 定通公（土御門定通）
44. 基家公（九条基家）
45. 実親公（三条実親）
46. 家嗣公（大炊御門家嗣）
47. 家良公（衣笠家良）
48. 実基公（徳大寺実基）
49. 具実公（堀川具実）
50. 道良公（二条道良）
51. 定雅公（花山院定雅）
52. 公相公（西園寺公相）
53. 公基公（西園寺公基）
54. 実雄公（山階実雄）
55. 公親公（三条公親）
56. 冬忠公（大炊御門冬忠）
57. 通雅公（花山院通雅）
58. 通成公（中院通成）
59. 師継公（花山院師継）
60. 通基公（久我通基）
61. 基具公（堀川基具）
62. 実兼公（西園寺実兼）
63. 信嗣公（大炊御門信嗣）
64. 公守公（洞院公守）
65. 定実公（土御門定実）- 本来ならば三条実重と欠けている久我通雄との間にあるべきもの。
66. 公孝公（徳大寺公孝）
67. 実重公（三条実重）
この間に余白あり、通雄公（久我通雄）を欠く。
68. 公衡公（西園寺公衡）
69. 内実公（一条内実）
この間に余白あり、実家公（一条実家）を欠く。
70. 経平公（近衛経平）
71. 具守公（堀川具守）
72. 実泰公（洞院実泰）
73. 公顕公（今出川公顕）
74. 公茂公（三条公茂）
75. 家定公（花山院家定）
76. 有房公（六条有房）
77. 通重公（中院通重）
78. 師信公（花山院師信）
79. 冬氏公（大炊御門冬氏）
80. 兼季公（今出川兼季）

## 関連作品
- 公家列影図（重要文化財） - 京都国立博物館蔵。保延3年（1137年）から建長4年（1252年）までの大臣57人を描く。
- 天皇摂関御影（重要文化財） - 徳川美術館蔵。鳥羽院から亀山院までの天皇14人、鎌倉幕府将軍と思われる俗体3人、仁和寺門跡の法親王と思われる法体9人、摂関11人を描く。
- この他、近世前期の模本が陽明文庫や東山御文庫などに、1878年（明治11年）森寛斎による模本が曼殊院に所蔵されている。